# Landgericht Münchberg
Das Landgericht Münchberg war ein von 1812 bis 1879 bestehendes bayerisches Landgericht älterer Ordnung mit Sitz in Münchberg im heutigen Landkreis Hof.

## Geschichte
Im Jahr 1812 wurde im Verlauf der Verwaltungsneugliederung Bayerns das Landgericht Münchberg errichtet. Dieses wurde dem Mainkreis zugeschlagen. Es umfasste die Orte des ehemals preußischen Justiz- und Kammeramtes Münchberg und des Justizamtes Kupferberg und Kammeramtes Marktschorgast. 1827 hatte das Landgericht eine Fläche von 7 3⁄4 Quadratmeilen (≙ 434 km²). Es gab 2 Städte, 4 Marktflecken und 95 weitere Orte mit etwa 24.000 Einwohnern. Die weitere Gliederung umfasst das Herrschaftsgericht Guttenberg, für das es mittelbar zuständig war, und den Patrimonialgerichten Bug, Grossenau, Guttenberg, Plösen und Weißdorf, die lediglich in der freiwilligen Gerichtsbarkeit Befugnisse hatten.
1853 hatte Landgericht eine Fläche von 4 1⁄4 Quadratmeilen (≙ 238 km²). Es gab 23 Gemeinden mit insgesamt 22.264 Einwohnern.
Das Landgericht Münchberg gehörte von 1857 bis 1879 zum Bezirksgericht Hof.
Anlässlich der Einführung des Gerichtsverfassungsgesetzes am 1. Oktober 1879 wurde das Amtsgericht Münchberg eingerichtet, dessen Sprengel deckungsgleich mit dem vorherigen Landgerichtsbezirk Münchberg war. Es umfasst die Gemeinden Ahornberg, Bug, Fleisnitz, Förstenreuth, Friedmannsdorf, Grossenau, Gundlitz, Hallerstein, Helmbrechts, Kleinlosnitz, Kleinschwarzenbach, Markersreuth, Mechlenreuth, Meierhof, Münchberg, Oberweißenbach, Poppenreuth, Sauerhof, Seulbitz, Sparneck, Stammbach, Straas, Weißdorf, Wüstenselbitz und Zell.

## Struktur

### Steuerdistrikte
Im Rahmen des Gemeindeedikts wurde 1812 das Landgericht in 19 Steuerdistrikte untergliedert, die dem Rentamt Münchberg unterstanden:
- Ahornberg mit Absang, Almbranz, Birkenhof und Edlendorf;
- Eppenreuth mit Gösmes, Grünlas, Hetzenhof, Hintererb, Horbach, Hüttenbach, Mehlthaumühle, Mesethmühle, Rappetenreuth, Schindelwald, Vollauf, Vollaufmühle, Walberngrün, Waldhermes und Weißenstein und Zegast;
- Guttenberg mit Baiersbach, Breitenreuth, Buch, Eeg, Fichten, Guttenberger Hammer, Hohenreuth, Hübnersmühle, Kaltenstauden, Kollerbachsmühle, Maierhof, Messengrund, Möhrenreuth, Neuenwirtshaus, Pfaffenreuth, Schroth, Schwärzleinsdorf, Spitzberg, Streichenreuth, Tannenwirtshaus, Torkel, Torschenknock, Traindorf, Triebenreuth, Vogtendorf (Guttenberg), Vogtendorf (Stadtsteinach), Weidmes und Weiglas;
- Hallerstein mit Albertsberg, Benk, Birkenbühl, Brandenstumpf, Förmitz, Lohmühle, Schieda und Völkenreuth;
- Helmbrechts mit Haide, Kleinschwarzenbach, Kollerhammer, Schlegelmühle, Spörlmühle, Steinmühle;
- Kleinlosnitz mit Dietelmühle, Erbsbühl, Großlosnitz, Lösten, Mechlenreuth, Mussen, Obere Eiben, Schnackenhof, Schweinsbach und Untere Eiben;
- Marienweiher mit Achatzmühle, Dörnhof, Filshof, Gundlitz, Hanauerhof, Hermes, Herrnschrot, Hohenbuchen, Roth, Rothenbühl, Schallerhof, Schmölz, Steinbach, Weihermühle und Winklas;
- Markersreuth mit Grund, Hammermühle, Jehsen, Modlitz, Reuthlas, Rothenmühle und Weißlenreuth;
- Marktleugast mit Baiersbach, Bromenhof, Großrehmühle, Hinterrehberg, Hohenberg, Hohenreuth, Kleinrehmühle, Kosermühle, Mittelsauerhof, Neuensorg, Obersauerhof, Ösel, Schlockenau, Untersauerhof, Vordererb, Vorderrehberg und Zegastmühle;
- Meierhof mit Bug, Einzel am Wald, Gottersdorf, Hintere Horlachen, Laubersreuth, Maulschelle, Rabenreuth, Schlegel, Schwarzholzwinkel, Unfriedsdorf, Untere Einzel, Vordere Horlachen, Wüstensaal und Zimmermühle;
- Metzlersreuth mit Entenmühle, Gottmannsberg, Grünhügel, Grünstein, Kastennmühle, Langenzell, Schamlesberg, Schweinsbach und Wülfersreuth;
- Münchberg mit Angermühle, Bechermühle und Eiben;
- Seulbitz mit Albertsreuth, Bärlas, Götzmannsgrün und Posterlitz;
- Sparneck mit Einöden, Germersreuth, Grohenbühl, Immerseiben, Immershof, Reinersreuth, Rohrmühle, Saalmühle, Stockenroth und Ziegelhütte;
- Stammbach mit Absengermühle, Altstammbach, Hartmannseinzel, Höhlmühle, Horlachen, Kropfeinzel, Kropfmühle, Metzlesdorf, Mittlereinzel, Oberbuch, Obereinzel, Rindlas, Röhrigeinzel, Senftenhof, Untereinzel, Weickenreuth und Wildenhof;
- Straas mit Biengarten, Löhlein, Nebers, Oberer Birnstengel, Oelschnitz, Plösen, Plösenmühle, Pulschnitz, Querenbach, Reba, Schödlas, Solg, Unterer Birnstengel, Walzbach und Wiesenthal;
- Streitau mit Altpoppenreuth, Bucheck, Bucheckeinzel, Bucheckmühle, Bugeinzel b.Tennersreuth, Fleisnitz, Fleisnitzmühle, Hampelshof, Hinterbug, Höflein, Hollenreuth, Kirschbaum, Lindenhof, Mittelbug, Neubau, Oberbug, Obertennersreuth, Petzet, Streitauermühle, Tennersreuth, Unterbug und Witzleshofen;
- Unterweißenbach mit Bärenbrunn, Hampelhof, Kriegsreuth, Lehsten, Ochsenbrunn, Oberweißenbach, Ort, Rappetenreuth, Stechera und Taubaldsmühle;
- Weißdorf mit Bug, Bugeinzel, Eiben bei Weißdorf, Einzel an der Kirchenlamitzerstraße, Einzel bei Wulmersreuth, Oppenroth, Schäferei, Schallersgrün und Wulmersreuth;
- Wüstenselbitz mit Ahornis, Ahornismühle, Buckel, Burkersreuth, Dreschersreuth, Geigersmühle, Hildbrandsgrün, Hohberg, Ottengrün, Ottengrünereinzel, Pulschnitzberg, Rappetenreuth und Thomashölzlein;
- Zell mit Friedmannsdorf, Grossenau, Mödlenreuth, Oberhaid, Rieglersreuth, Steinbühl, Tannenreuth, Unterhaid, Waldhütte und Walpenreuth.

### Gemeinden
Mit dem Zweiten Gemeindeedikt (1818) wurden 36 Ruralgemeinden gebildet:
- Ahornberg mit Absang, Almbranz, Birkenhof und Edlendorf;
- Eppenreuth mit Mehlthaumühle, Schindelwald und Vollauf;
- Fleisnitz mit Altpoppenreuth, Bucheckeinzel, Bucheckmühle, Bugeinzel b.Tennersreuth, Fleisnitzmühle, Hampelshof, Höflein, Lindenhof, Obertennersreuth, Sickenreuth und Tennersreuth;
- Förstenreuth mit Hartmannseinzel, Höhlmühle, Kropfeinzel, Kropfmühle, Mittlereinzel, Obereinzel, Röhrigeinzel, Untereinzel, Weickenreuth und Wildenhof;
- Gösmes;
- Grünlas mit Waldhermes;
- Guttenberg mit Breitenreuth, Buch, Eeg, Fichten, Kaltenstauden, Maierhof, Messengrund, Möhrenreuth, Neuenwirtshaus, Pfaffenreuth, Schroth, Spitzberg, Streichenreuth, Torkel, Torschenknock und Vogtendorf;
- Hallerstein mit Albertsberg, Benk, Birkenbühl, Brandenstumpf, Förmitz, Lohmühle, Schieda und Völkenreuth;
- Helmbrechts mit Haide, Kollerhammer, Spörlmühle, Steinmühle;
- Horbach mit Mesethmühle, Vollaufmühle und Weißenstein;
- Kleinlosnitz mit Dietelmühle, Erbsbühl, Großlosnitz, Lösten, Mechlenreuth, Mussen, Obere Eiben, Schnackenhof, Schweinsbach und Untere Eiben;
- Kleinschwarzenbach mit Schlegelmühle;
- Marienweiher mit Achatzmühle, Dörnhof, Filshof, Gundlitz, Hanauerhof, Hermes, Herrnschrot, Hohenbuchen, Roth, Rothenbühl, Schallerhof, Schmölz, Steinbach, Weihermühle und Winklas;
- Markersreuth mit Grund, Hammermühle, Jehsen, Modlitz, Reuthlas, Rothenmühle und Weißlenreuth;
- Marktleugast mit Baiersbach, Bromenhof, Großrehmühle, Hinterrehberg, Hohenberg, Hohenreuth, Kleinrehmühle, Kosermühle, Neuensorg, Ösel, Schlockenau, Vordererb, Vorderrehberg und Zegastmühle;
- Meierhof mit Bug, Einzel am Wald, Gottersdorf, Hintere Horlachen, Laubersreuth, Maulschelle, Rabenreuth, Schlegel, Schwarzholzwinkel, Unfriedsdorf, Untere Einzel, Vordere Horlachen, Wüstensaal und Zimmermühle;
- Münchberg mit Angermühle, Bechermühle und Eiben;
- Oberweißenbach mit Taubaldsmühle;
- Rappetenreuth mit Zegast;
- Sauerhof mit Mittelsauerhof, Obersauerhof und Untersauerhof;
- Schlockenau mit Bromenhof;
- Seulbitz mit Albertsreuth, Bärlas, Götzmannsgrün und Posterlitz;
- Sparneck mit Einöden, Germersreuth, Grohenbühl, Immerseiben, Immershof, Reinersreuth, Rohrmühle, Saalmühle, Stockenroth und Ziegelhütte;
- Unterweißenbach mit Bärenbrunn, Hampelhof, Kriegsreuth, Lehsten, Ochsenbrunn, Ort, Rappetenreuth und Stechera;
- Straas mit Biengarten, Löhlein, Nebers, Oberer Birnstengel, Oelschnitz, Plösen, Plösenmühle, Pulschnitz, Querenbach, Reba, Schödlas, Solg, Unterer Birnstengel, Walzbach und Wiesenthal;
- Streitau mit Bucheck, Hinterbug, Hollenreuth, Kirschbaum, Mittelbug, Neubau, Oberbug, Petzet, Streitauermühle, Unterbug und Witzleshofen;
- Traindorf mit Baiersbach, Hohenreuth und Tannenwirtshaus;
- Triebenreuth mit Kollerbachsmühle und Schwärzleinsdorf;
- Vogtendorf;
- Walberngrün mit Hetzenhof, Hintererb, Hüttenbach und Mesethmühle;
- Weidmes mit Guttenberger Hammer, Hübnersmühle und Weiglas;
- Weißdorf mit Bug, Bugeinzel, Eiben bei Weißdorf, Einzel an der Kirchenlamitzerstraße, Einzel bei Wulmersreuth, Oppenroth, Schäferei, Schallersgrün und Wulmersreuth;
- Wüstenselbitz mit Ahornis, Ahornismühle, Buckel, Burkersreuth, Dreschersreuth, Geigersmühle, Hildbrandsgrün, Hohberg, Ottengrün, Ottengrünereinzel, Pulschnitzberg, Rappetenreuth und Thomashölzlein;
- Zell mit Friedmannsdorf, Grossenau, Mödlenreuth, Oberhaid, Rieglersreuth, Steinbühl, Tannenreuth, Unterhaid, Waldhütte und Walpenreuth.

## Weitere Entwicklung

### Gemeindeneubildungen
- 1827: Bug mit Bugeinzel, Oppenroth und Schäferei.[5]
- 1837: Gundlitz mit Herrnschrot, Hohenbuchen und Winklas.[6]
- 1837: Mechlenreuth mit Dietelmühle, Käshütte, Mussen, Schweinsbach, Obere Eiben, Rußhütte und Untere Eiben.[7]
- 1840: Förstenreuth mit Hartmannseinzel, Höhlmühle, Kropfeinzel, Kropfmühle, Mittlereinzel, Obereinzel, Röhrigeinzel, Untereinzel, Weickenreuth und Wildenhof.[8]
- 1848: Poppenreuth mit Ahornis, Ahornismühle, Einzeln bei Ahornis, Hildbrandsgrün, Maxreuth, Neuhaus, Neutheilung, Pulschnitzberg, Ruppes, Schneidersgrün, Wäldlein und Ziegenrück.[9]
- 1869: Grossenau.[10]

### Abgaben
- 1819 entstand das Herrschaftsgericht Guttenberg. Vom Landgericht Münchberg wurden die Steuerdistrikte Eppenreuth und Guttenberg abgegeben sowie die Ruralgemeinden Eppenreuth, Gösmes, Grünlas, Guttenberg, Horbach, Rappetenreuth, Traindorf, Triebenreuth, Walberngrün und Weidmes.
- 1840 wurde die mittelbare Zuständigkeit für die Gemeinden des Herrschaftsgerichtes Guttenberg an das Landgericht Stadtsteinach übertragen. Zugleich kamen die Gemeinden Marienweiher, Marktleugast, Sauerhof, Schlockenau und Vogtendorf an dieses Landgericht.[11] Die Gemeinde Fleisnitz kamen an das Landgericht Berneck.[12]

### Zugänge
- 1857 wurden die Gemeinden Fleisnitz und Sauerhof wieder an das Landgericht Münchberg abgegeben.[11]